# Nguyễn Uông
Nguyễn Uông (阮汪) là một nhà chính trị và tướng lĩnh thời Lê Trung Hưng trong lịch sử Việt Nam. Ông là con trai cả của danh tướng Nguyễn Kim (1468-–1545) và là anh trai của chúa Nguyễn Hoàng. Sau khi tướng Nguyễn Kim bị đầu độc, Nguyễn Uông bị anh rể là Trịnh Kiểm sát hại để chiếm quyền lãnh đạo quân đội Nam Triều. Cái chết của ông đã khiến em ông là Nguyễn Hoàng lo sợ rồi từ đó xin vào Thuận Hóa để trấn thủ, mở ra thế cục Trịnh – Nguyễn phân tranh sau này.

## Tiểu sử
Cha ông là danh tướng Nguyễn Kim. Tướng Nguyễn Kim có hai con trai là Nguyễn Uông và Nguyễn Hoàng. Sau khi Nguyễn Kim bị Dương Chấp Nhất hạ độc chết, Nguyễn Uông được vua Lê Trang Tông phong làm Lãng Quận Công, sau tiến phong Tả tướng quân, còn Nguyễn Hoàng được vua Lê Trang Tông phong làm Hạ Khê hầu, sai đem quân đi đánh giặc lập được nhiều công lao nên được vua lê phong tước Đoan quận công.
Sau khi Nguyễn Kim chết, con rể là Trịnh Kiểm lên nắm binh quyền. Để thao túng triều chính, Trịnh Kiểm sau đó đã sát hại Nguyễn Uông vào năm 1545. 

## Con cháu
Nguyễn Uông có hai người con. Con trưởng là Nguyễn Thân Không. Con thứ là Nguyễn Uyên, theo Nguyễn Hoàng vào Nam, làm quan đến Đề lĩnh Thượng khố Đội trưởng. Nguyễn Uyên có hai con là Nguyễn Thao và Nguyễn Thanh, đều làm đến Chưởng doanh Quận công.
Con Nguyễn Thao là Nguyễn Tráng, có dũng lược, thường đi đánh dẹp, nhiều lần lập được công lớn được phong tước quân công. Năm 1648 mùa thu, chúa Nguyễn Phúc Tần mới nối ngôi chúa, cho rằng Quảng Bình thủy doanh tham tướng Nguyễn Triều Văn vốn hèn nhát, bèn triệu về dùng Nguyễn Tráng lên thay. Sau khi đến nơi, Nguyễn Tráng sửa khí giới, dạy sĩ tốt, việc phòng bị ngoài biên càng được nghiêm mật. Năm 1656 mùa hạ, Nguyễn Tráng theo tiết chế Nguyễn Hữu Tiến đem quân lấy Nghệ An, cùng Phó tướng Nguyễn Cửu Kiều đem chu sư đánh nhau với thủy quân giặc. Năm 1660, mùa đông, Nguyễn Tráng được thăng Cựu doanh trấn thủ. Năm 1687 mùa hạ, Nguyễn Phúc Thái nối ngôi chúa, thăng Chưởng doanh quận công. Năm ấy, Nguyễn Tráng mất. Đến năm Gia Long thứ 4 (1805) vì là thần hồi quốc sơ, Nguyễn Tráng được liệt vào bậc ba, ấm thụ một người cháu được thế tập làm thứ đội trưởng để giữ việc thờ cúng, cấp cho 3 mẫu ruộng thờ, 1 người coi mả. Nguyễn Tráng có 6 trai là Định, Đạt, Đồng, Vĩnh, Thuận, Kính. Định và Đồng đều làm đến Chưởng doanh, Đạt và Kính đều làm đến Cai cơ, Vĩnh và Thuận đều làm đến Cai đội.